# MicroSD
MicroSD är en typ av flashminneskort. Minneskortet tillhör samma familj som kort av typen Secure Digital men är bara en fjärdedel så stor. Dessa kort anses vara användbara för att de är så små att de kan installeras i telefoner för att senare lätt kunna bytas ut. De blev kommersiellt tillgängliga från februari 2006.
Korten kallades ursprungligen för Transflash, men namnet ändrades före lanseringen till microSD.
Den ännu nyare sorten heter MicroSDHC där HC står för High Capacity och därmed har den en utökad lagring på högst 64GB.